# Анђели гарава лица
Анђели гарава лица (енгл. Angels with Dirty Faces) је амерички филм из 1938. режисера Мајкла Кертиза, са Џејмсом Кегнијем, Патом О’Брајеном и Хамфријем Богартом у главним улогама.

## Радња
Роки Саливан (Џејмс Кегни) и Џери Конели (Пат О’Брајен) двојица су пријатеља из четврти који су као деца опљачкали један вагон оближњег воза. Роки је ухваћен, док је Џери побегао. Роки, који је након тога послат у поправни дом, постаје злогласни гангстер, док је Џери постао свештеник.
Роки се враћа у стару четврт, у којој Џери води дом који пружа уточиште дечацима како би их одвратио од криминала. Шест дечака, Сопи (Били Халоп), Свинг (Боби Џордан), Бим (Лио Горси), Патси (Габријел Дел), Краб (Хајнз Хол) и Хенки (Бернард Пансли), у Рокију виде свог узора, а Џери покушава да одвоји Рокија од њих како их не би усмерио на погрешан пут.
Роки улази у посао са Фрејзером (Хамфри Богарт), корумпираним адвокатом, и Кифером (Џорџ Банкрофт), сумњивим општинским предузетником. Покушавају да ангажују Рокија, али он проналази књиге у којима се налази списак корумпираних главних градских људи. Џери сазнаје за ове догађаје и саветује Рокију да побегне пре него што обавести полицију. Роки игнорише његов савет, а Џери привлачи пажњу јавности објавивши имена корумпираних људи у граду, што изазива Фрејзера и Кифера да га убију. Кад је сазнао за заверу, Роки убија обојицу како би заштитио пријатеља из детињства.
Роки је ухапшен и осуђен на смрт. Џери га посећује непосредно пре извршења казне и замоли га за последњу услугу, да умре глумећи плачљивог кукавицу, како би дечаци престали у њему гледати свог узора. Одбија, али у задњим тренуцима се предомишља те га чувари морају вући према електричној столици. Дечаци у новинама читају како је Роки умро као кукавица и одлазе с Џеријем на мису.

## Улоге
| Глумац          | Улога                   |
| --------------- | ----------------------- |
| Џејмс Кегни     | Роки Саливан            |
| Пат О’Брајан    | отац Џери Конели        |
| Хамфри Богарт   | Џим Фрејзер             |
| Ен Шеридан      | Лори Фергусон           |
| Џорџ Банкрофт   | Мак Кифер               |
| Били Халоп      | Сопи                    |
| Боби Џордан     | Свинг                   |
| Лио Горси       | Бим                     |
| Габријел Дел    | Пејсти                  |
| Хајнз Хол       | Краб                    |
| Бернард Пансли  | Ханки                   |
| Џо Даунинг      | Стив                    |
| Едвард Поли     | Едвардс, чувар          |
| Адријан Морис   | Блеки                   |
| Френки Берк     | Роки Саливан, као дечак |
| Вилијам Трејси  | Џери Конели, као дечак  |
| Мерилин Ноулден | Лори Фергусон, као дете |

## Награде и номинације
| Награда удружења њујоршких филмских критичара за најбољег глумца (Џејмс Кегни) | Да |
| Оскар за најбољег главног глумца (Џејмс Кегни)                                 | Не |
| Оскар за најбољег режисера (Мајкл Кертиз)                                      | Не |
| Оскар за најбољи оригинални сценарио (Роуланд Браун)                           | Не |

| Да | означава освојену награду |
| Не | означава номинацију       |